# Центр інтелектуального мистецтва Меркурій
Центр інтелектуального мистецтва Меркурій (ЦІММ) - це центр сучасного українського мистецтва, відкритий у лютому 2024 року, у Львові. Інституція досліджує явище “інтелектуального мистецтва”, запроваджує новий підхід до мистецької аналітики і займається розвитком артринку. Колекція центру складається з понад 6000 творів мистецтва. 

## Історія
Відкриття Центру інтелектуального мистецтва Меркурій відбулося 16 лютого 2024 року. Простір центру поділено на п’ять тематичних блоків: мистецтво індивіда, мистецтво прогресу, мистецтво моральної опозиції, мистецтво цинічного дискурсу та мистецтво дієвих інтелектуалів. Також на базі простору діє Альтернативна художня школа Меркурій.

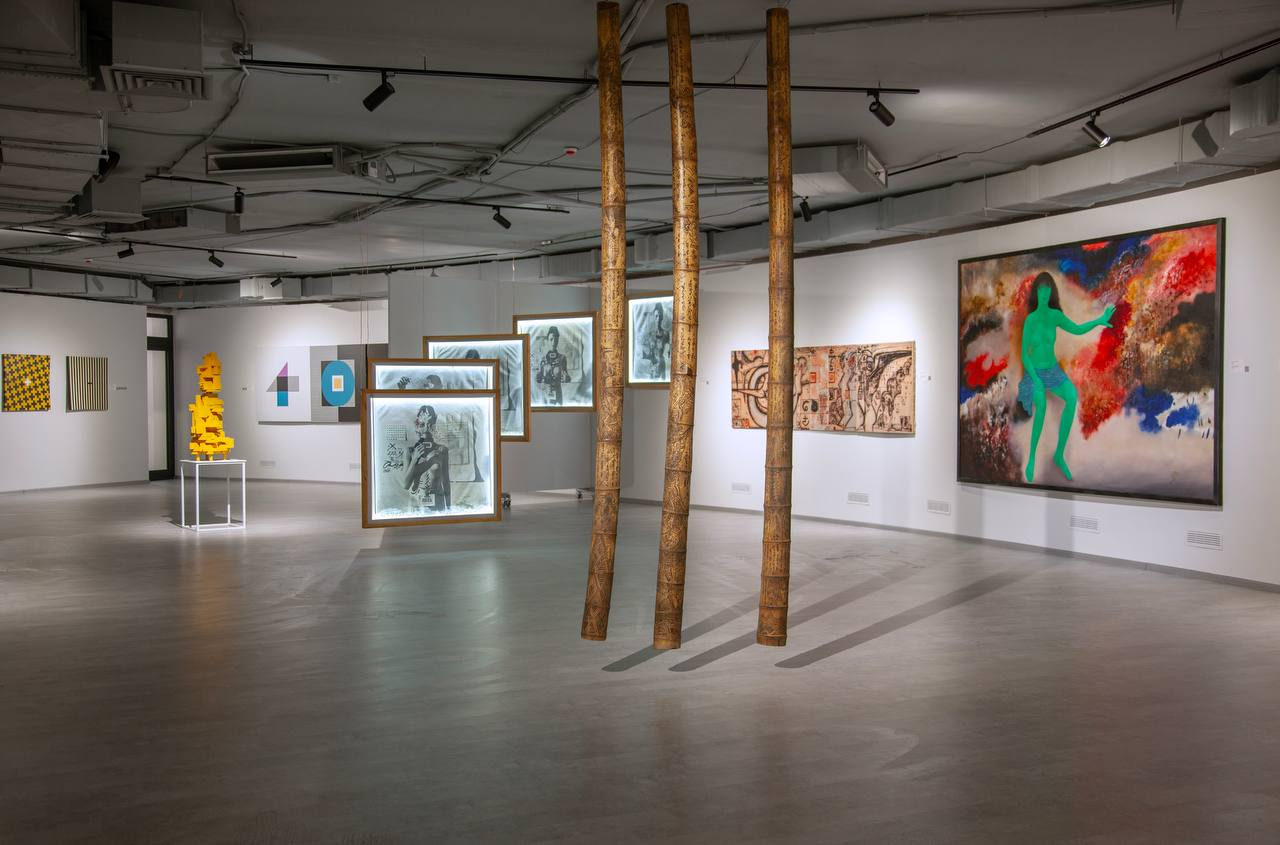
Виставковий проєкт "Ретроспектива інтелектуального мистецтва України"

Перший проєкт інституції “Ретроспектива інтелектуального мистецтва України” містив у собі близько 400 робіт українських митців та мисткинь ХХ-XXI століть. Метою експозиції було розкрити історію креативних зрушень в інтелектуальному мистецькому середовищі України. 

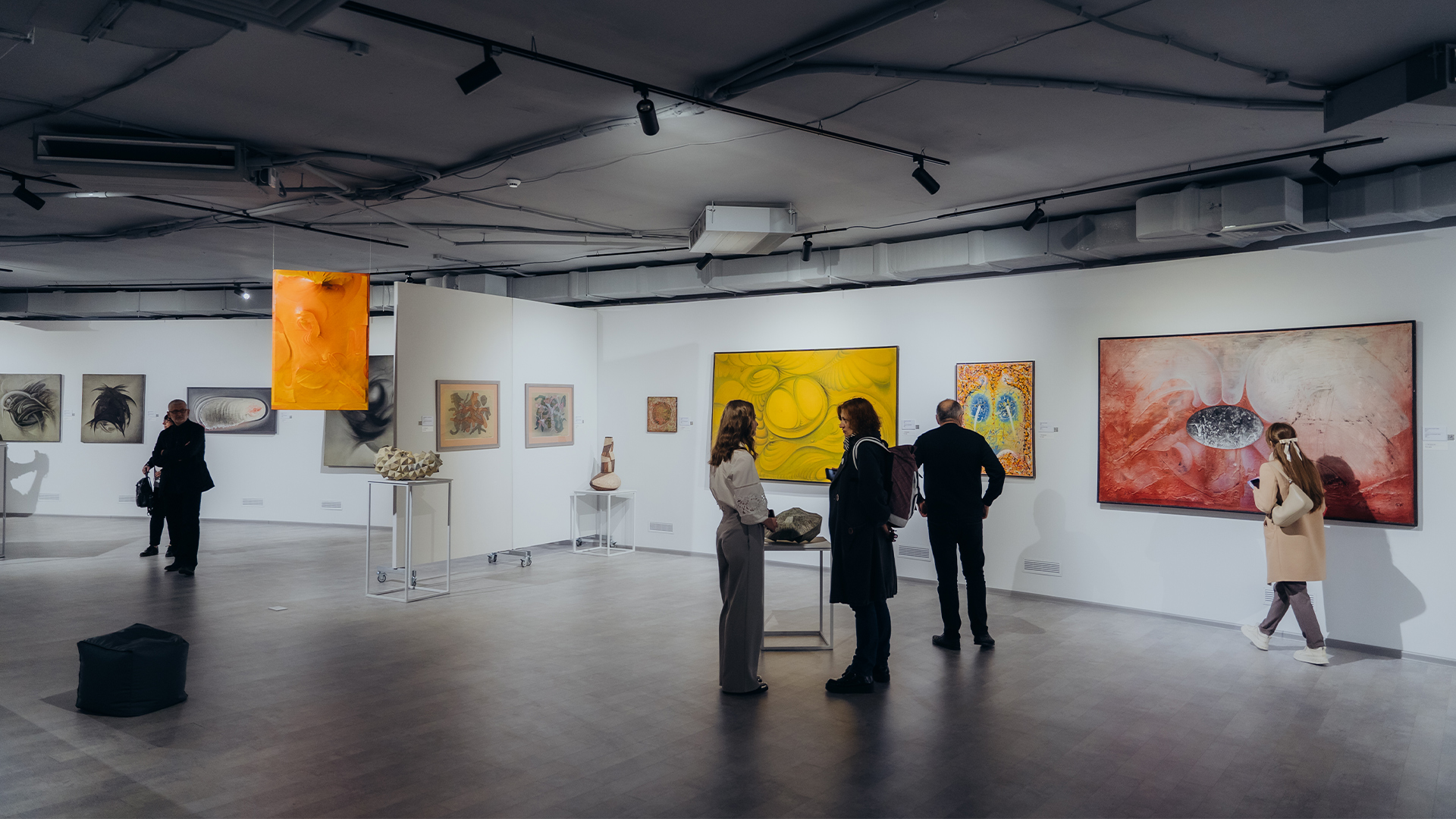
Експозиція "Блукання в собі"

Другий проєкт центру “Блукання в собі” про людину, її протистояння політичним режимам, ідеологіям, а також про спосіб її втечі та відновлення через мистецтво. Для експозиції були привезені із США твори Святослава Гординського, Олекси Новаківського, Михайла Андрієнка-Нечитайла, Петра Холодного, Олекси Грищенка, Якова Гніздовського, які перебували за кордоном з 1940-х років. Простір проєкту було поділено на чотири тематичні блоки: «Людина як причина змін», «Людина протестує», «Спокій та відчуження» та «Біль і взаємодія». На виставці була представлена велика збірка робіт художників київського андеграунду 1970-1980-х років Миколи Трегуба і Вудона Баклицького. 

## Інтелектуальне мистецтво
Центр інтелектуального мистецтва Меркурій здійснює свою діяльність на базі теорії інтелектуального мистецтва. В Україні термін з’явився завдяки львівському мистецтвознавцю Богдану Мисюзі. Він докладно описав історію виникнення поняття, а також визначив періодизацію явища. 
Інтелектуальне мистецтво візуалізує найпрогресивніші форми світогляду, використовує експерименти та інноваційні підходи до художнього вираження, провокує дискусії та порушує гострі соціальні питання. Вперше цей термін вжив італійський художник та культуролог Лука Фалаче.

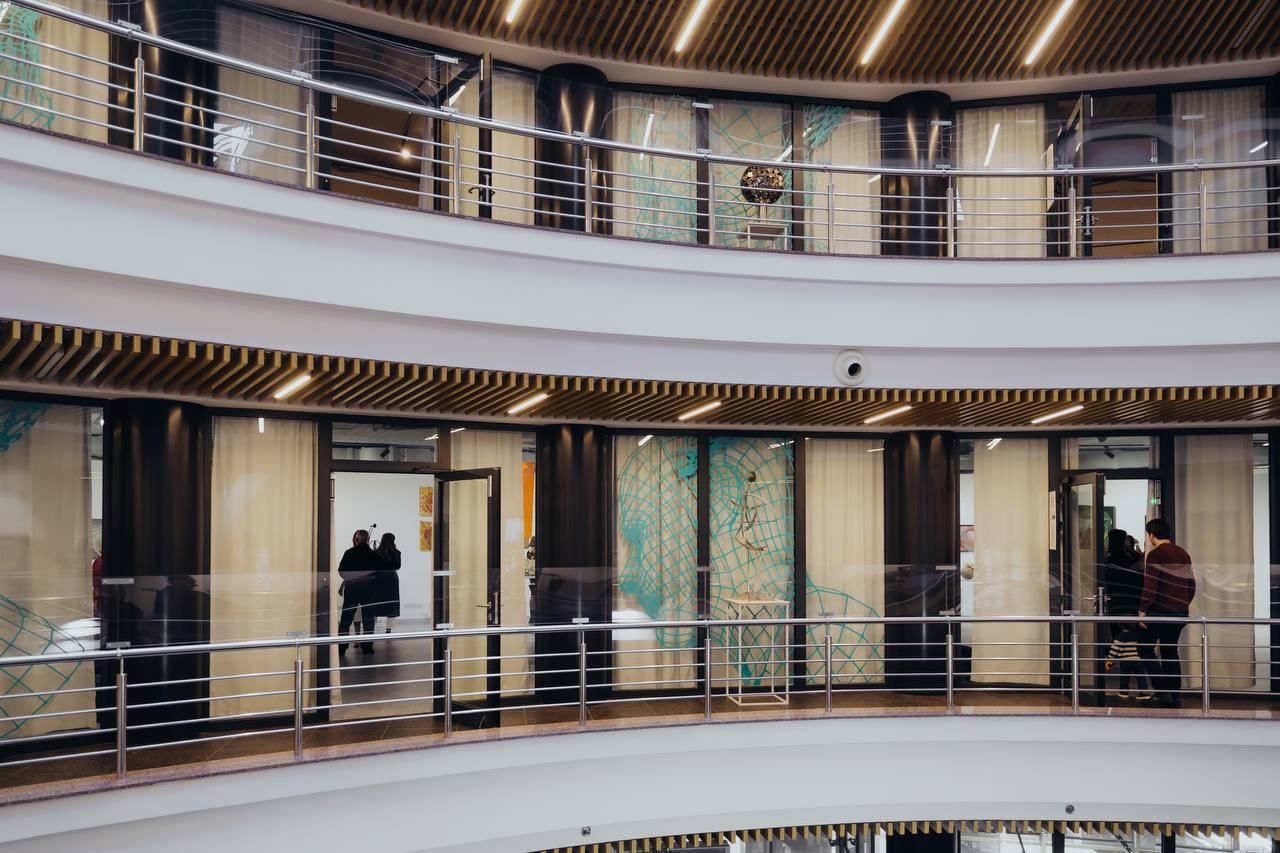
Центр інтелектуального мистецтва Меркурій

Періодизація інтелектуального мистецтва за Богданом Мисюгою:
1. Мистецтво індивіда;
2. Мистецтво прогресу;
3. Мистеутво моральної опозиції;
4. Мистецтво цинічного дискурсу;
5. Мистецтво дієвих інтелектуалів.